# Herb Brown
Herbert Brown (Brooklyn, 14 maart 1936) is een Amerikaans voormalig basketbalcoach en broer van basketbalcoach Larry Brown.

## Carrière
Brown werd voor het eerst coach in 1960 bij de C.W. Post Pioneers. Hij was er vier jaar coach en keerde na vijf jaar bij de Stony Brook Warriors (waar hij ook een baseball coach was) terug voor nog eens twee jaar van 1972 tot 1974. In 1975 was hij coach bij het Puerto Ricaanse Gallitos de Isabela en Israel Sabras uit Israël. Hij werd datzelfde seizoen nog assistent-coach bij de Detroit Pistons onder Ray Scott en een seizoen later hoofdcoach. Tussen 1978 en 1979 was hij coach van de Tucson Gunners en Mets de Guaynabo. Van 1979 tot 1981 was hij assistent-coach van de Houston Rockets uit de NBA. Tussen 1981 en 1984 was hij coach voor een aantal clubs uit Puerto Rico namelijk Gallitos de Isabela, Indios de Canóvanas en Puerto Rico Coquis. Deze laatste kwam wel uit in de Amerikaanse CBA.
Van 1985 tot 1987 was hij coach van de Cincinnati Slammers ook uit de CBA en nadien assistent-coach van de Phoenix Suns tot 1988. Tussen 1988 en 1995 was hij actief in de Spaanse competitie bij achtereenvolgens Joventut Badalona, Saski Baskonia, Club Baloncesto Zaragoza en Valencia Basket. Van 1995 tot 1997 was hij assistent-coach van de Indiana Pacers onder zijn broer Larry Brown. In 1999 werd hij hoofdcoach van de Baltimore Bayrunners maar werd in februari 2000 al ontslagen. In 2000 werd hij opnieuw assistent-coach onder zijn broer ditmaal bij de Philadelphia 76ers waar hij een seizoen assistent was. In 2001 werd hij assistent-coach bij de Portland Trail Blazers onder Maurice Cheeks en bleef er tot in 2003.
Het seizoen 2003/04 bracht hij door bij de Detroit Pistons opnieuw onder zijn broer Larry Brown. Van 2004 tot 2007 was hij assistent-coach bij de Atlanta Hawks onder Mike Woodson. Daarna van 2008 tot 2011 was hij assistent-coach onder zijn broer Larry en Paul Silas bij de Charlotte Bobcats. Hij sloot zijn coachingsloopbaan af na een laatste seizoen bij de Portland Pilots.

## Erelijst

### Als hoofdcoach
- WBA-kampioen: 1979
- WBA Coach of the Year: 1979
- CBA Coach of the Year: 1984
- Copa Príncipe de Asturias: 1989
- Maccabiade:  (2001),  (1997, 2005)
- FIBA Asia Women's Championship:  (2013)

### Als assistent-coach
- NBA-kampioen: 2004

### Persoonlijk
- Long Beach High School Wall of Fame

- Outstanding Distinguished Alumni Award (University of Vermont)[4]
- NABC International Lifetime Coaching Achievement Award
- National Jewish Sports Hall of Fame and Museum: 2006

- Michigan Jewish Sports Hall of Fame: 2012[5]
- Northern California Jewish Sports Hall of Fame: 2013[6]
- Stony Brook Athletics Hall of Fame: 2016[7]
- UVM Athletic Hall of Fame: 2020[8]